# Vegyes arányos képviseleti rendszer
A vegyes arányos képviseleti rendszer (angolul: mixed-member proportional representation, rövidítve: MMP) egy olyan típusú vegyes választási rendszer, amelyben a választók két szavazattal rendelkeznek: az egyikkel egy egyéni választókerületben szavaznak helyi képviselőre, a másikkal egy országos vagy regionális pártlistára. A törvényhozásban elsősorban a körzetekben sikeres jelöltek, másodlagosan pedig a pártok jelöltjei töltik be a képviselői helyeket az egyes pártok országos vagy regionális szavazatainak aránya alapján. A választókerületek képviselőit általában egyfordulós, relatív többségi szavazással vagy más többségi rendszerrel választják meg. Az országos vagy regionális pártok képviselői mandátumai a legtöbb esetben pártlistáról származnak, hasonlóan a pártlistás arányos képviselethez . Listás mandátum megszerzéséhez a pártoknak általában meg kell szerezniük egy minimális számú választókerületi jelöltet, az országos pártszavazatok minimális százalékát vagy mindkettőt.
Az vegyes arányos rendszer abban különbözik az árokrendszertől, hogy az országos mandátumokat kompenzációs módon osztják ki a politikai pártoknak az arányos választási eredmények elérése érdekében, és abban különbözik a egyszavazatos vegyes rendszerektől, hogy a választók külön szavazhatnak helyi jelöltekre és országos pártokra. Vegyes arányos rendszer alatt a szavazatok 25 százalékát megszerző két párt 25 százalékos mandátumot szerezhet, még akkor is, ha az egyik párt több körzetet nyer, mint a másik. Az adott országban alkalmazott pontos rendszertől és az adott választás eredményétől függően a választás arányossága változhat. Többletmandátumok (németül: Überhangmandate) csökkenthetik a rendszer arányosságát, bár ez kompenzálható további, kiegyenlítő pártlistás mandátumok hozzáadásával (németül: Ausgleichsmandate) az arányossági biztosítására.
A mintát Németország vezette be, amely a második világháborút követően a szövetségi parlamenti (Bundestag) választásokon ezt a rendszert használja, és később több helyen is bevezették, például Bolíviában, Lesothóban és Új-Zélandon. Németországban, ahol szövetségi szinten és többnyire a tartományok szintjén is ezt a módszert alkalmazzák, a neve személyesített (egyéniesített) arányos képviselet (németül personalisiertes Verhältniswahlrecht). Kanada Québec tartományában 2007-ben fontolgatták egy MMP modell bevezetését, amely itt angolul a compensatory mixed-member (kompenzációs vegyes) szavazási rendszer (franciául système mixte avec compensation vagy SMAC) nevet kapta. Az Egyesült Királyságban az MMP egy módosított, félarányos formáját Skóciában, Walesben és a londoni közgyűlésben additional member system-nek nevezik., és egyes országok az MMP egyszavazatos változatait használják. Ez a cikk elsősorban az MMP olyan kétszavazatos változatairól szól, amelynek célja, hogy megfelelő számú kompenzációs mandátummal arányos választási eredményeket érjen el (amihez adott esetben kiegyenlítő mandátumokat is alkalmazhat).

## Működése

A 2021-es német szövetségi választás eredményei. A képen mind a választókerületi képviselők által közvetlenül megszerzett, mind a pártlistákon szerzett mandátumok láthatók. Például az FDP (sárga) egyetlen választókerületet sem nyert meg; mind a 92 képviselőjét a pártlistás ágon szerezte.

Az MMP-ben a választó két szavazatot ad le: egyet egyéni választókerületi képviselőjelöltre, egyet pedig egy pártlistára. Az eredeti, Németországban használt változatban a polgárok csak egy szavazatot adtak, így a képviselőre szavazás automatikusan a képviselő pártjára való szavazást is jelentette, amit ma is használnak egyes választásokon. Németország nagy része áttért a kétszavazatos változatra, hogy a helyi parlamenti képviselőket személyesebben felelőssé tegye. A választók tehát pártállástól függetlenül szavazhatnak arra a helyi személyre, akit inkább helyi képviselőnek választanak, mivel a törvényhozás pártos összetételét csak a pártszavazat határozza meg. A 2017-es új-zélandi választásokon a szavazók 27,33%-a osztotta meg szavazatát (a párt szavazatától eltérő párt helyi jelöltjére szavazott), szemben a 2014-es 31,64%-kal.
Minden választókerületben a képviselőt egy többségi módszerrel választják ki, jellemzően a relatív többségi rendszerben (vagyis a legtöbb szavazatot kapott jelölt nyer).
A legtöbb rendszer zárt pártlistákat használt a nem választókerületi képviselők (más néven listás képviselők) választására. A legtöbb joghatóságban a jelöltek egy választókerületben és egy pártlistán is indulhatnak (ezt Új-Zélandon kettős jelöltségként említik). Walesben 2006 és 2014 között betiltották a kettős jelölést, azaz a jelöltek csak egy választókerületért vagy egy pártlistáért indulhattak, de mindkettőért nem. Ha egy jelölt szerepel a párt listáján, de választókerületi mandátumot szerez, nem kap két mandátumot; ehelyett áthúzzák őket a pártlistáról, és a párt által szerzett mandátum a listán következő jelölté lesz.
Bajorországban a második szavazás nem egyszerűen a pártra, hanem a párt regionális listáján szereplő jelöltek egyikére szól: Bajorország hét régiót használ erre a célra. Regionális nyílt listás módszert javasolt az Egyesült Királyság számára a Jenkins-bizottság (ahol ez AMS néven ismert), Kanadának pedig a Kanadai Jogi Bizottság; egyik ajánlást sem hajtották végre.
Ezzel szemben az MMP nyílt listás módszerét 2016 novemberében választották a választók a 2016-os Prince Edward-szigeti választási reform népszavazáson .
Baden-Württembergben nincsenek listák; négyrégiós modellben a "legjobb győztes-közeli" módszert alkalmazzák, ahol a regionális tagok az adott régióban alulreprezentált párt helyi jelöltjei, akik a legtöbb szavazatot kapták a helyi választókerületükben anélkül, hogy ott megválasztották volna (Zweitmandat, szó szerint "második mandátum").

### Számítási módszerek
Regionális vagy országos szinten (azaz a választókerületi szint felett) többféle számítási módszert alkalmaztak, de az MMP alapvető jellemzője, hogy a képviselő-testületi mandátumok összlétszámát (azaz ideértve az egyéni mandátumokat is, és nem csak a listás mandátumokat) a pártok között a szavazáson a párt által kapott szavazatok számával arányosan osztják ki (ehhez nem írják felül az egyéni eredményeket, hanem a listás szavazatokat osztják ki a már megszerzett mandátumok figyelembevételével). Ezt meg lehet tenni például a legnagyobb maradék módszerrel, a két legmagasabb átlag módszer egyikével, a D'Hondt-módszerrel vagy a Sainte-Laguë-módszerrel. Ha egy párt több mandátumot szerez az egyéni körzetekben, mint amennyi a pártlistás szavazással kapott arányos kvótája, akkor ezeket többletmandátumnak kell tekinteni, amiket tovább kell kompenzálni a teljes arányosság érdekében. A legtöbb német államban, de szövetségileg a csak a 2013-as szövetségi választások óta, kiegyenlítő mandátumokat adnak hozzá a többletmandátumok kompenzálására. A teljes arányosság elérésére enélkül nem garantált, például a skóciai választáson a legmagasabb átlagok módszere a Skót Nemzeti Párt többségi kormányát eredményezte, a párt szavazatainak mindössze 44%-ával. Skócia azonban az additional member system-t használja, amely más MMP variánsokhoz hasonlóan néha nem teljesen arányos. A németországi Bajorországban a választókerületi szavazatok és a pártszavazatok együttesen határozzák meg a mandátumok elosztását.

### Többletmandátumok
Ha egy párt több mandátumot szerez a választókerületben, mint amennyire a (pártlistás) szavazatok aránya alapján jogosult lenne, bizonyos rendszerek lehetővé teszik a többletmandátumok megtartását. Emellett egyes rendszerek úgynevezett kiegyenlítő mandátumokat adnak hozzá a testület létszámához a következő ciklusra.
Az új-zélandi képviselőházban minden választókerületben megválasztott képviselő megtartja a helyét. Például a 2008-as új-zélandi általános választásokon a maori párt a pártszavazatok 2,4%-át szerezte meg, ami 3 képviselői mandátumra jogosít fel, de 5 mandátumot szerzett a választókerületben, így 2 többletmandátumot jelentett és egy végül 122-tagú testületet eredményezett. Ha a maori pártra adott szavazat arányosabb lett volna a megszerzett választókerületi mandátumokkal, akkor egy normális, 120 tagú ház lett volna.
A legtöbb német államban és 2013 és 2025 között a szövetségi Bundestagban a többi párt extra mandátumot ("egyensúlyi mandátumot") kap a teljes arányosság megteremtése érdekében. Például Észak-Rajna-Vesztfália tartományi parlamentjében (Landtag) a szokásos 50%-os kompenzációs hely helyett csak 29% van, hacsak nincs szükség többre a túlnyúlások kiegyenlítéséhez. Ha egy párt több helyi mandátumot szerez, mint amennyit az össz-szavazaton belüli aránya indokol, a Landtag mérete megnő, így az összeredmény teljes mértékben arányos a szavazatokkal, a többi párt pedig további listás mandátumot kap az arányosság elérése érdekében.
Skóciában és Walesben a regionális listákon szereplő helyek elosztására használt számítások természete miatt a túlnyúló ülések nem lehetségesek. A listák kiosztása ezekre a parlamentekre úgy működik, mint egy vegyes többségi rendszer, de a d'Hondt-módszer osztóinak felhasználása során a felosztás átlagának meghatározásához az egyes pártok első osztója figyelembe veszi a választókerületi mandátumok számát. a buli; azaz a 7 választókerületi mandátumot szerzett párt 1 helyett 8-as osztóval indulna (7 mandátum + 1 a módszer felosztási képlete szerint). A kapott táblázat ezután 7 mandátumot adna Skóciának és 4 mandátumot Walesnek a tabellán legmagasabb átlaggal rendelkező pártoknak, bár mindkét decentralizált parlament nem használ táblázatot, hanem szekvenciális módszert alkalmaz. Az MMP-re jellemző kompenzációs hatás abban rejlik, hogy egy választókerületi mandátumot szerzett párt alacsonyabb átlagokat tenne a tabellán, mint az MMM-mel történő választás esetén. Mivel nem rendelkeztek túlnyúló mandátummal, előfordultak olyan esetek, amikor egy párt az arányos jogosultságánál kevesebb mandátumot szerzett. Ez történt például a délkelet-walesi választási régióban 2007-ben (a walesi konzervatívok alulreprezentált) és 2016-ban (a walesi munkáspárt felülreprezentált, Plaid Cymru alulreprezentált) a választásokon. A munkásság ezen az alapon felülreprezentált minden választáson a dél-walesi nyugati régióban, és minden választáson a dél-walesi középső régióban, kivéve a 2003-as választást. Ez a helyzet abból adódik, hogy ezekben a régiókban továbbra is a Munkáspárt birtokolta a választókerületi mandátumok túlnyomó többségét, és a mandátumok teljes számának csak körülbelül egyharmada áll rendelkezésre további regionális mandátumokként.

### Küszöb
Mint számos listás arányos rendszerben, ahhoz, hogy legtöbb MMP-modellben egy párt listás mandátumot is szerezhessen, legalább a teljes pártszavazat bizonyos százalékát meg kell szereznie, különben nem választanak jelöltet a pártlistáról. Azok a jelöltek, akik megnyertek egy választókerületet, továbbra is megtarthatják mandátumukat. Új-Zélandon a küszöb 5%, Bolíviában 3%, Németországban 5% a szövetségi parlamenti és a legtöbb tartományi parlament választási küszöbe. Egy párt akkor is jogosult lehet listás mandátumra, ha legalább három választókerületi mandátumot szerez Németországban, vagy legalább egyet Új-Zélandon. Az, hogy egy tagnak „biztonságos” választókerületi székhelye van, óriási előnyt jelent egy kisebb új-zélandi párt számára.
A skót parlamenti és a walesi közgyűlési választásokon nincs küszöb megszabva, mivel az egyes választási régiók körzeti nagysága elég kicsi ahhoz, hogy a mandátumelosztás számításaiban eleve küszöböt szabjon ki.

## Használat

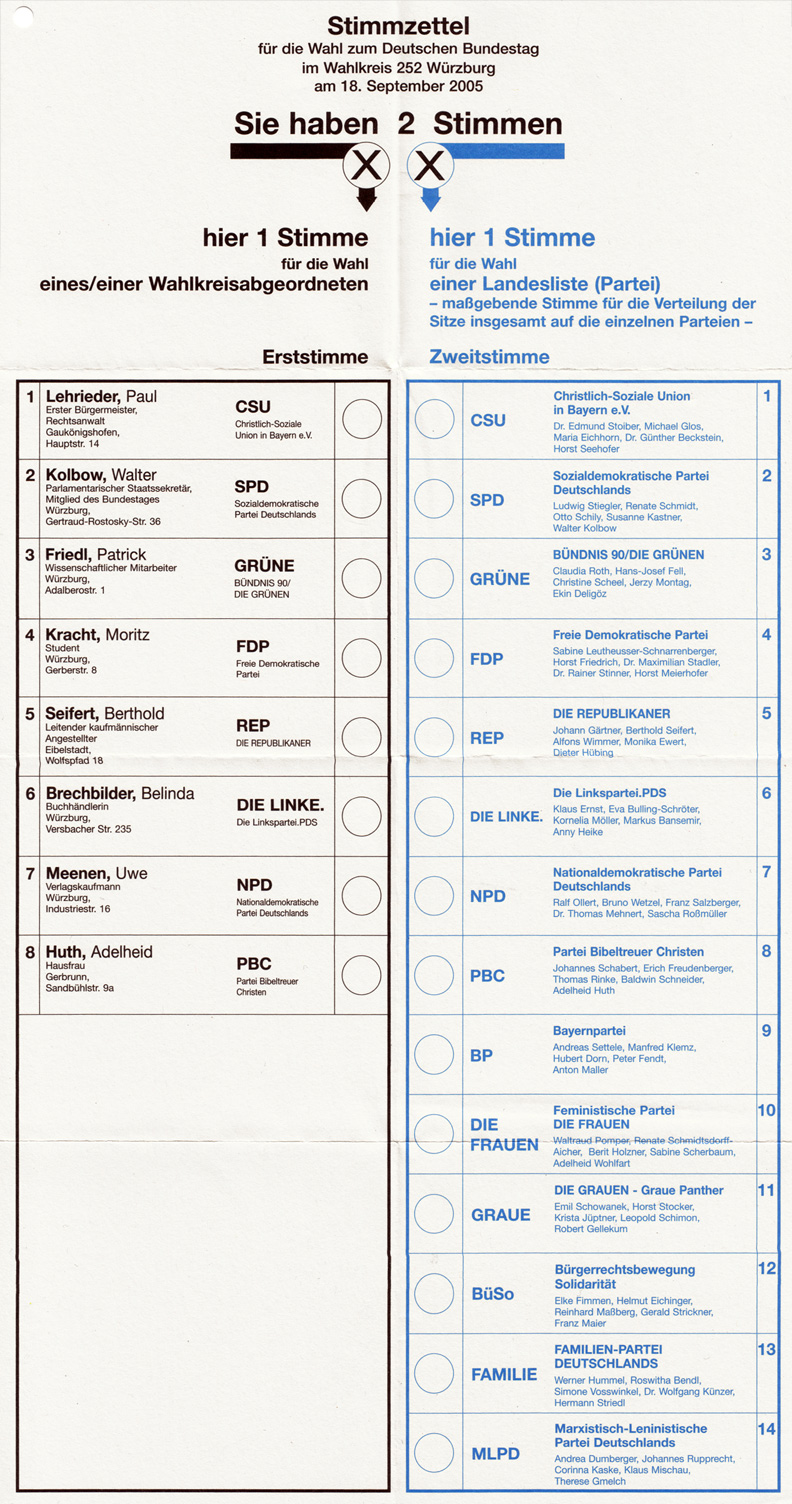
A 2005-ös német szövetségi választások szavazólapja a würzburgi 252-es választókerületben. A választókerületi szavazás a bal oldalon, a pártlistás szavazás a jobb oldalon.

| Ország                         | Testület                                                             | Használat ideje     | Választási rendszer | Választási rendszer                                                        | Szavazatok száma      | Megjegyzések                           |
| ------------------------------ | -------------------------------------------------------------------- | ------------------- | ------------------- | -------------------------------------------------------------------------- | --------------------- | -------------------------------------- |
| Albánia                        | Parlament (Kuvendi)                                                  | 2001-2005           |                     | Kiegészítő tagrendszer (AMS) – MMP kiegyensúlyozó mandátumok nélkül        | Két szavazat          |                                        |
| Bolívia                        | Képviselőház                                                         | 1994-               |                     | Kiegészítő tagrendszer (AMS) – MMP kiegyensúlyozó mandátumok nélkül        | Egy (vegyes) szavazat |                                        |
| Dél-Afrika                     | Helyi választások                                                    | [forrás?]           |                     | Kiegészítő tagrendszer (AMS) – MMP kiegyensúlyozó mandátumok nélkül        | [forrás?]             |                                        |
| Egyesült Királyság             | Skócia – Skót Parlament                                              | [forrás?]           |                     | Kiegészítő tagrendszer (AMS) – MMP kiegyensúlyozó mandátumok nélkül        | [forrás?]             |                                        |
| Egyesült Királyság             | Wales – Senedd                                                       | [forrás?]           |                     | Kiegészítő tagrendszer (AMS) – MMP kiegyensúlyozó mandátumok nélkül        | [forrás?]             |                                        |
| Egyesült Királyság             | Helyi választások London (Közgyűlés)                                 | [forrás?]           |                     | Kiegészítő tagrendszer (AMS) – MMP kiegyensúlyozó mandátumok nélkül        | [forrás?]             |                                        |
| Etiópia                        | Tigré (szövetségi állam) Állami Tanács                               | 2020                |                     | Kiegészítő tagrendszer (AMS) – MMP kiegyensúlyozó mandátumok nélkül        | [forrás?]             |                                        |
| Koreai Köztársaság (Dél-Korea) | Nemzetgyűlés                                                         | 2019-               |                     | Hibrid rendszer részben kiegészítő tagrendszer (AMS), részben árokrendszer | Két szavazat          |                                        |
| Lesotho                        | Nemzetgyűlés                                                         | 2002-               |                     | Kiegészítő tagrendszer (AMS) – MMP kiegyensúlyozó mandátumok nélkül        | Egy (vegyes) szavazat |                                        |
| Németország                    | Bundestag (a szövetségi parlament alsóháza)                          | 1949-               |                     | Vegyes arányos képviseleti rendszer (MMP)                                  | Két szavazat          | Korábban: kiegyensúlyozó mandátumokkal |
| Németország                    | Állami (tartomány) parlamentek, kivéve - Bréma, - Hamburg - Saarland | államonként változó |                     | államonként változó                                                        | államonként változó   |                                        |
| Románia                        |                                                                      | 2008-2012           |                     | Töredékszavazati rendszer (PVT)                                            | Egy (vegyes) szavazat |                                        |
| Thaiföld                       |                                                                      | 2019                |                     | Kiegészítő tagrendszer (AMS) – MMP kiegyensúlyozó mandátumok nélkül        | Két szavazat          |                                        |
| Új-Zéland                      | Képviselőház                                                         | 1994-               |                     | Vegyes arányos képviseleti rendszer (MMP) – kiegyensúlyozó mandátumokkal   | Két szavazat          |                                        |
| Venezuela                      |                                                                      | ?-2009[forrás?]     |                     | Kiegészítő tagrendszer (AMS) – MMP kiegyensúlyozó mandátumok nélkül        | Két szavazat          |                                        |

## Taktikai szavazás
A küszöbértékkel rendelkező rendszerekben a nagyobb pártot preferáló emberek taktikusan egy kisebb pártra szavazhatnak, amely az előrejelzések szerint a küszöb közelében vagy valamivel alatta áll támogatottságban. A választók egy része ezért attól tarthat, hogy a kisebb párt a küszöb alá kerül, és ez gyengítené azt a nagyobb politikai tábort, amelyhez a kisebb párt tartozik. Például a német közép-jobboldali Szabad Demokrata Párt (FDP) gyakran kapott olyan szavazókat, akik a nagyobb Kereszténydemokrata Unió (CDU) pártot részesítették előnyben, mert attól tartottak, hogy ha az FDP a szavazatok 5 százalékánál kevesebbet kap, akkor a CDU-nak nem lennének parlamenti szövetségesei és így nem tudna kormányt alakítani. Ez a taktikai szavazás azt is biztosítja, hogy kevesebb szavazat kerüljön kárba, de annak az árán, hogy az FDP-nek több mandátumot biztosítanak, mint amennyit a CDU-szavazók ideális esetben szerettek volna. Ez a taktika minden küszöbértékkel rendelkező arányos rendszerben ugyanaz.
Más esetekben egy párt olyan biztos lehet abban, hogy nagy számú választókerületi mandátumot szerez, hogy az arányos feltöltésben (listás mandátumok) nem számít többletre. Egyes szavazók ezért megpróbálhatnak kettős képviseletet elérni azzal, hogy taktikailag egy másik pártra szavaznak a regionális szavazáson, mivel a regionális szavazáson az általuk preferált pártra leadott szavazat kárba veszne. Ez a taktika sokkal kevésbé, vagy egyáltalán nem hatékony azoknál az MMP-modelleknél, ahol viszonylag nagy a listás helyek aránya (50% a legtöbb német államban és 42,5% az új-zélandi képviselőházban ) és/vagy azokban, amelyek "kiegyenlítő üléseket" adnak hozzá.

## Hasonló választási rendszerek
Nem minden kompenzációs vegyes választási rendszert neveznek vegyes arányos rendszernek. Az alábbi táblázatban a vegyes arányos képviseletre törekvő vagy ehhez hasonló rendszerek láthatóak típusaik szerint, kiemelve a leggyakrabban MMP alá sorolt rendszereket.
| Kompenzációs vegyes választási rendszerek | Kompenzációs vegyes választási rendszerek                                                                               | Kompenzációs vegyes választási rendszerek                                                                                    |
|                                           | Egyszavazatos vegyes rendszerek                                                                                         | Kétszavazatos vegyes rendszerek                                                                                              |
| ----------------------------------------- | --- | --- |
| Mandátum-kapcsolat alapú                  | MSV (Egyszavazatos vegyes rendszerek):                                                                                  | Kétszavazatos mandátum-kompenzáció:                                                                                          |
| Mandátum-kapcsolat alapú                  | Egyszavazatos MMP (kiegyensúlyozó mandátumokkal)                                                                        | MMP – vegyes arányos rendszer (Németország, Új-Zéland)"egyéniesített vegyes arányos rendszer" (kiegyensúlyozó mandátumokkal) |
| Mandátum-kapcsolat alapú                  | Egyszavazatos AMS (fix számú mandátum: Bolívia, Lesotho)                                                                | AMS – vegyes arányos/félarányos rendszer (Egyesült Királyság)"kiegészítő mandátum-rendszer" (fix számú mandátum)             |
| Mandátum-kapcsolat alapú                  | Egyszavazatos AV+ (preferenciális, fix számú mandátum)                                                                  | AV+ – "alternatív szavazat plusz" (preferenciális szavazat + pártszavazat)                                                   |
| Mandátum-kapcsolat alapú                  | Hibridek (Árokrendszer+MMP/AMS):                                                                                        | |
| Mandátum-kapcsolat alapú                  | Árokrendszer+AMS (Dél-Korea)                                                                                            | |
| Szavazat-kapcsolat alapú                  | MSV (Egyszavazatos vegyes rendszerek):                                                                                  | Hibridek (Árokrendszer+MSV):                                                                                                 |
| Szavazat-kapcsolat alapú                  | Pozitív töredékszavazatok: Önkormányzati vegyes választási rendszer (Magyarország) Romániai MMP/AMS (Románia 2008-2012) | Pozitív töredékszavazatok: Országgyűlési rendszer (Magyarország)                                                             |
| Szavazat-kapcsolat alapú                  | Pozitív töredékszavazatok: Önkormányzati vegyes választási rendszer (Magyarország) Romániai MMP/AMS (Románia 2008-2012) | Negatív töredékszavazatok: Scorporo (Olaszország 1993-2005)                                                                  |
| Szavazat-kapcsolat alapú                  | Egyéb: | Egyéb: |
| Szavazat-kapcsolat alapú                  | DMP – kéttagú arányos képviseleti rendszer                                                                              | MBTV – vegyes preferenciális szavazat                                                                                        |